# Liga Checa de Fútbol 1994-95
La 1. liga 1994-95 fue la segunda edición de la máxima categoría del fútbol profesional de la República Checa. El torneo se comenzó a disputar el día 5 de agosto de 1994 y finalizó el 11 de junio de 1995. El Sparta de Praga se adjudicó el campeonato por segunda vez, las dos de forma consecutiva.

## Datos de los clubes
| Club                  | Ciudad             | Estadio                          | Capacidad |
| --------------------- | ------------------ | -------------------------------- | --------- |
| AC Sparta Praga       | Praga              | Generali Arena                   | 20.854    |
| FC Baník Ostrava      | Ostrava            | Bazaly                           | 17.372    |
| FC Boby Brno          | Brno               | Městský fotbalový stadion Srbská | 12.550    |
| FC Bohemians 1905     | Praga              | Ďolíček                          | 7.500     |
| FC Petra Drnovice     | Drnovice           | Sportovní areál                  | 6.616     |
| FC Slovan Liberec     | Liberec            | Stadion u Nisy                   | 9.900     |
| FC Svit Zlín          | Zlín               | Letná Stadion                    | 6.375     |
| FC Union Cheb         | Cheb               | Stadion Lokomotiva               | 15.000    |
| FC Viktoria Plzeň     | Pilsen             | Stadion města Plzně              | 13.000    |
| FK Jablonec nad Nisou | Jablonec nad Nisou | Střelnice Stadion                | 6.280     |
| FK Viktoria Žižkov    | Praga              | FK Viktoria Stadion              | 5.600     |
| FK Švarc Benešov      | Benešov            | Městský stadion                  | 8.000     |
| SK Hradec Králové     | Hradec Králové     | Všesportovní stadion             | 17.000    |
| SK Sigma Olomouc      | Olomouc            | Andrův stadion                   | 12.566    |
| SK Slavia Praga       | Praga              | Eden Arena                       | 21.000    |
| SK České Budějovice   | České Budějovice   | Stadion Střelecký ostrov         | 6.681     |

## Sistema de competición
La 1. liga 1994/95 estuvo organizada por la Federación de Fútbol de la República Checa.
Constó de un grupo único integrado por dieciséis clubes de toda la geografía checa. Siguiendo un sistema de liga, los dieciséis equipos se enfrentaron todos contra todos en dos ocasiones -una en campo propio y otra en campo contrario- sumando un total de 30 jornadas. El orden de los encuentros se decidió por sorteo antes de empezar la competición.
La clasificación final se estableció con arreglo a los puntos obtenidos en cada enfrentamiento, a razón de tres por partido ganado, uno por empatado y ninguno en caso de derrota. Si al finalizar el campeonato dos equipos igualaron a puntos, los mecanismos para desempatar la clasificación fueron los siguientes:
1. El que tenga una mayor diferencia entre goles a favor y en contra en los enfrentamientos entre ambos. (Gol average)
2. Si persiste el empate, se tiene en cuenta la diferencia de goles a favor y en contra en todos los encuentros del campeonato.
3. Si aún persiste el empate, se tiene en cuenta el mayor número de goles a favor en todos los encuentros del campeonato.

Si el empate a puntos es entre tres o más clubes, los sucesivos mecanismos de desempate fueron los siguientes: 
1. La mejor puntuación de la que a cada uno corresponda a tenor de los resultados de los partidos jugados entre sí por los clubes implicados.
2. La mayor diferencia de goles a favor y en contra, considerando únicamente los partidos jugados entre sí por los clubes implicados.
3. La mayor diferencia de goles a favor y en contra teniendo en cuenta todos los encuentros del campeonato.
4. El mayor número de goles a favor teniendo en cuenta todos los encuentros del campeonato.
5. El club mejor clasificado con arreglo a los baremos de fair play.

### Efectos de la clasificación
El equipo que más puntos sumó al final del campeonato fue proclamado campeón de liga y junto con el subcampeón obtuvo el derecho automático a participar en la ronda previa de la Copa de la UEFA. El tercer clasificado se clasificó para disputar la Copa Intertoto de la UEFA.
El campeón de la Copa de la República Checa obtuvo el pase para disputar la ronda previa de la Recopa de Europa. 
Los clasificados en posición 15º y 16º descendieron directamente a la segunda categoría checa.

## Clasificación
|  |     | Equipos de fútbol     | PJ | PG | PE | PP | GF | GC | Dif | Pts |
|  | --- | --------------------- | -- | -- | -- | -- | -- | -- | --- | --- |
|  | 1.  | AC Sparta Praga (C)   | 30 | 22 | 4  | 4  | 64 | 17 | +47 | 70  |
|  | 2.  | SK Slavia Praga       | 30 | 19 | 7  | 4  | 52 | 20 | +32 | 64  |
|  | 3.  | FC Boby Brno          | 30 | 15 | 9  | 6  | 52 | 27 | +25 | 54  |
|  | 4.  | FC Slovan Liberec     | 30 | 16 | 3  | 11 | 49 | 46 | +3  | 51  |
|  | 5.  | FK Viktoria Žižkov    | 30 | 15 | 4  | 11 | 61 | 38 | +23 | 49  |
|  | 6.  | FC Petra Drnovice     | 30 | 15 | 3  | 12 | 46 | 44 | +2  | 48  |
|  | 7.  | SK České Budějovice   | 30 | 12 | 10 | 8  | 29 | 28 | +1  | 46  |
|  | 8.  | SK Sigma Olomouc      | 30 | 12 | 7  | 11 | 31 | 31 | 0   | 43  |
|  | 9.  | FC Viktoria Plzeň     | 30 | 12 | 4  | 14 | 32 | 37 | -5  | 40  |
|  | 10. | FK Jablonec nad Nisou | 30 | 11 | 6  | 13 | 37 | 33 | +4  | 39  |
|  | 11. | FC Baník Ostrava      | 30 | 10 | 8  | 12 | 36 | 41 | -5  | 38  |
|  | 12. | SK Hradec Králové     | 30 | 10 | 6  | 14 | 35 | 45 | -10 | 36  |
|  | 13. | FC Union Cheb         | 30 | 8  | 7  | 15 | 29 | 45 | -16 | 31  |
|  | 14. | FC Svit Zlín          | 30 | 8  | 6  | 16 | 21 | 40 | -19 | 30  |
|  | 15. | FC Bohemians 1905 (D) | 30 | 6  | 5  | 19 | 35 | 62 | -27 | 23  |
|  | 16. | FK Švarc Benešov (D)  | 30 | 3  | 3  | 24 | 23 | 78 | -55 | 12  |

PJ = Partidos jugados; PG = Partidos ganados; PE = Partidos empatados; PP = Partidos perdidos; GF = Goles a favor; GC = Goles en contra; Dif = Diferencia de goles; Pts = Puntos
|  | Clasificado para la ronda previa de la Copa de la UEFA 1995-96  |
|  | Clasificado para la Copa Intertoto de la UEFA 1995              |
|  | Clasificado para la ronda previa de la Recopa de Europa 1995-96 |
|  | Desciende a la Druhá liga                                       |

| (C) Campeón    |
| (D) Descendido |